# Israel Getzler
Israel Getzler (* 14. Mai 1920 in Berlin; † 8. Januar 2012) war ein deutsch-israelischer Historiker polnisch-jüdischer Abstammung und Fachmann für die Geschichte Russlands und der Sowjetunion.

## Leben
Getzler, der als Sohn einer aus Polen nach Berlin eingewanderten jüdischen Familie geboren wurde, wuchs in der Zeit des wachsenden Nationalsozialismus auf, und trat der zionistischen sozialistischen Jugendbewegung Hashomer Hatzair bei. Im Zuge der Novemberpogrome 1938 wurde er zusammen mit seiner Familie nach Polen deportiert. Nach dem Ausbruch des Zweiten Weltkrieges wurde er von den sowjetischen Behörden in eine Goldabbausiedlung nach Sibirien umgesiedelt. Als die Familie schließlich in die Wolgadeutsche Republik verzog, begann er mit seinen ersten Studien und lernte mit Hilfe eines Wörterbuches die englische Sprache. Nach dem Untergang des Dritten Reiches 1945 beantragte die Familie erfolgreich die Ausreise aus der Sowjetunion und wanderte schließlich nach Australien aus.
Nachdem er ein Studium der Geschichte abgeschlossen hatte, erhielt er eine Anstellung an der University of Adelaide. Daneben führten ihn Forschungsaufträge nach Großbritannien, um dort seine Ideen über die Oktoberrevolution bedeutenden Gelehrten wie Edward Hallett Carr, Leonard Schapiro und Isaiah Berlin vorzustellen. Obwohl er E. H. Carr als den führenden Fachmann auf dem Gebiet des Stalinismus respektierte, lehnte er dessen von ihm als philosophischen Determinismus betrachteten Standpunkt ab, und bedauerte, dass er Carr nicht verdeutlichen konnte, warum er politische Verlierer ernst nahm. Zum anderen nutzte er für seine Forschungen die umfangreiche Dokumentensammlung der Archive der Hoover Institution an der Stanford University.
1967 erschien mit Martov. A Political Biography of a Russian Social Democrat eine Biografie über Julius Martow, der als Marxist und demokratischer Sozialist den Kampf gegen die von Lenin getragene Oktoberrevolution verlor. Getzler, der Martow tief verehrte, zeigte zahlreiche strategische und taktische Fehler auf, die dieser beging. Er lehnte es ab, Geschichte lediglich als Zwischenspiel unpersönlicher Kräfte zu betrachten, und bestand darauf, dass die Auswahl von Individuen und Gruppen zählten.
1971 führte ihn sein Engagement für den Zionismus schließlich nach Israel, wo er eine Professur für Geschichte an der Hebräischen Universität Jerusalem übernahm. Obwohl er sich zeitlebens auf sein neues Heimatland freute, war er enttäuscht darüber, wie dieses die Palästinenser während der Besetzung des Westjordanlandes dominierten und diskriminierten. Dies führte dazu, dass er die israelische Siedlungspolitik sowohl der Avoda als auch des Likud von Menachem Begin verurteilte. Weiterhin nahm er an zahlreichen Demonstrationen gegen die Siedlungspolitik teil und gehörte zu den Unterstützern der Frieden Jetzt-Bewegung (Schalom Achschaw).
In seinen späteren Büchern Kronstadt 1917-21: The Fate of a Soviet Democracy (1983) über den Kronstädter Matrosenaufstand im März 1921, sowie Nikolai Sukhanov. Chronicler of the Russian revolution (2002) über Nikolai Suchanow (eigentlich Nikolai Nikolajewitsch Himmer) stellte er dar, dass der nicht eingenommene Weg der Demokratie seiner Ansicht nach eine echte, realistische Alternative war.
Als einer der bekanntesten Historiker der Geschichte der Sowjetunion begrüßte er die in den späten 1980er Jahren von Michail Sergejewitsch Gorbatschow eingeleitete Politik von Glasnost und Perestroika und untersuchte auf seinen regelmäßigen Forschungsfahrten nach Großbritannien die Ausgaben der Regierungszeitung Iswestija nach Anzeichen für den demokratischen Wandel in der Sowjetunion.

## Veröffentlichungen
- Martov. A Political Biography of a Russian Social Democrat, 1967, ISBN 978-0-521-05073-9
- Neither toleration nor favour. The Australian chapter of Jewish emancipation, 1970, ISBN 0-522-83961-4
- Kronstadt 1917-21: The Fate of a Soviet Democracy, 1983, ISBN 0-521-24479-X
- Nikolai Sukhanov. Chronicler of the Russian revolution, 2002, ISBN 0-333-97035-7

## Hintergrundliteratur
- Revolution in Russia: Reassessments of 1917. Tribute to Israel Getzler, Herausgeber Edith Rogovin Frankel, Jonathan Frankel, Baruch Knei-Paz, 1992, ISBN 0-521-40585-8